# Łukasz Parszczyński
Łukasz Parszczyński (ur. 4 maja 1985) – polski lekkoatleta, średniodystansowiec.

## Osiągnięcia
Do największych międzynarodowych sukcesów Parszczyńskiego zaliczyć należy:  srebro w drużynie młodzieżowców podczas Mistrzostw Europy w biegach przełajowych (Toro w Hiszpanii 2007) (rok wcześniej we włoskim San Giorgio su Legnano Parszczyński z drużyną sięgnęli po brąz) oraz 5. miejsce na Halowym Pucharze Europy (3000 metrów, Moskwa 2008). W 2012 był piąty w biegu na 3000 metrów z przeszkodami podczas mistrzostw Europy, a na igrzyskach olimpijskich w Londynie odpadł w eliminacjach na tym dystansie. 7 marca 2015 roku podczas Halowych mistrzostw Europy w Pradze zajął siódme miejsce w biegu na 3000 metrów. 
Reprezentował Polskę na Młodzieżowych Mistrzostwach Europy w Lekkoatletyce (Debreczyn 2007) gdzie awansował do finałowego biegu na 3000 metrów z przeszkodami, gdzie został zdyskwalifikowany w finale. 
Pięciokrotny halowy mistrz kraju w biegu na 3000 metrów (2007, 2011, 2012, 2013 i 2014). Mistrz kraju w biegu na 10 000 metrów (2012) oraz w biegu na 3000 metrów z przeszkodami (2012).

## Rekordy życiowe
Na stadionie
- Bieg na 1500 metrów – 3:39,60 s. (2008)
- Bieg na 5000 metrów – 13:38,19 s. (2013)
- Bieg na 3000 metrów z przeszkodami – 8:15,47 s. (8 lipca 2011, Paryż Saint-Denis) – 4. wynik w historii polskiej lekkoatletyki[5]

W hali
- Bieg na 1000 metrów – 2:24,04 s. (2015)
- Bieg na 1500 metrów – 3:41,30 s. (2009)
- Bieg na 2000 metrów – 5:05,63 (2014) nieoficjalny rekord Polski
- Bieg na 3000 metrów – 7:49,26 s. (2014) rekord Polski